# Ca' Emo
Ca' Emo è una frazione del comune di Adria. La località, che prende nome dalla proprietà dei nobili Emo Capodilista, che qui fecero costruire la propria villa, fu comune autonomo del Regno d'Italia fino al 1928.

## Geografia fisica
Ca' Emo è situata nella parte mediorientale del Polesine e il suo territorio è attraversato a nord dal naviglio Adigetto, sul quale si affacciano la maggior parte degli edifici, e a sud dallo scolo Valdentro, viaggiando quasi paralleli in prossimità del centro cittadino.
Durante il periodo in cui fu sede municipale, amministrava anche la frazione di Ca' Tron, località passata sotto il comune di Villadose a seguito della sua soppressione dal 1928.

## Monumenti e luoghi d'interesse

### Architetture religiose
Chiesa della Beata Maria Vergine del Monte CarmeloDetta anche Santa Maria del Monte Carmelo, edificata nel 1902 per soddisfare le esigenze della comunità dei fedeli, sostituì l'oramai inadeguato ottocentesco oratorio della Madonna del Rosario sito nei pressi della Villa Emo-Cavallari. L'edificio è stato completato dal campanile eretto nel 1990. Unico edificio di culto dell'abitato, la chiesa è, secondo la suddivisione territoriale della Chiesa cattolica romana, sede parrocchiale della diocesi di Chioggia (vicariato di Cavarzere).

### Architetture civili
Villa Emo-CavallariLa villa del XVII secolo, come simili edifici disseminati nel territorio polesano, viene edificata nei pressi del fiume Adigetto su iniziativa della famiglia nobiliare Emo Capodilista come residenza di caccia e pesca. L'edificio, di aspetto sobrio, sorge in località Bovina e presenta come principali elementi architettonici le due rampe di scale d'accesso al portale d'ingresso.

### Altro
Monumento ai cadutiMonumento eretto alla memoria dei concittadini caduti durante la prima guerra mondiale, consta di una colonna marmorea sormontata da un'aquila bronzea ad ali spiegate sulla cui base sono presenti le lapidi con gli elenchi dei nomi dei caduti, ai quali venne in seguito aggiunta la lapide di quelli deceduti durante la seconda guerra mondiale.

## Società

### Evoluzione demografica
Abitanti censiti

## Galleria d'immagini

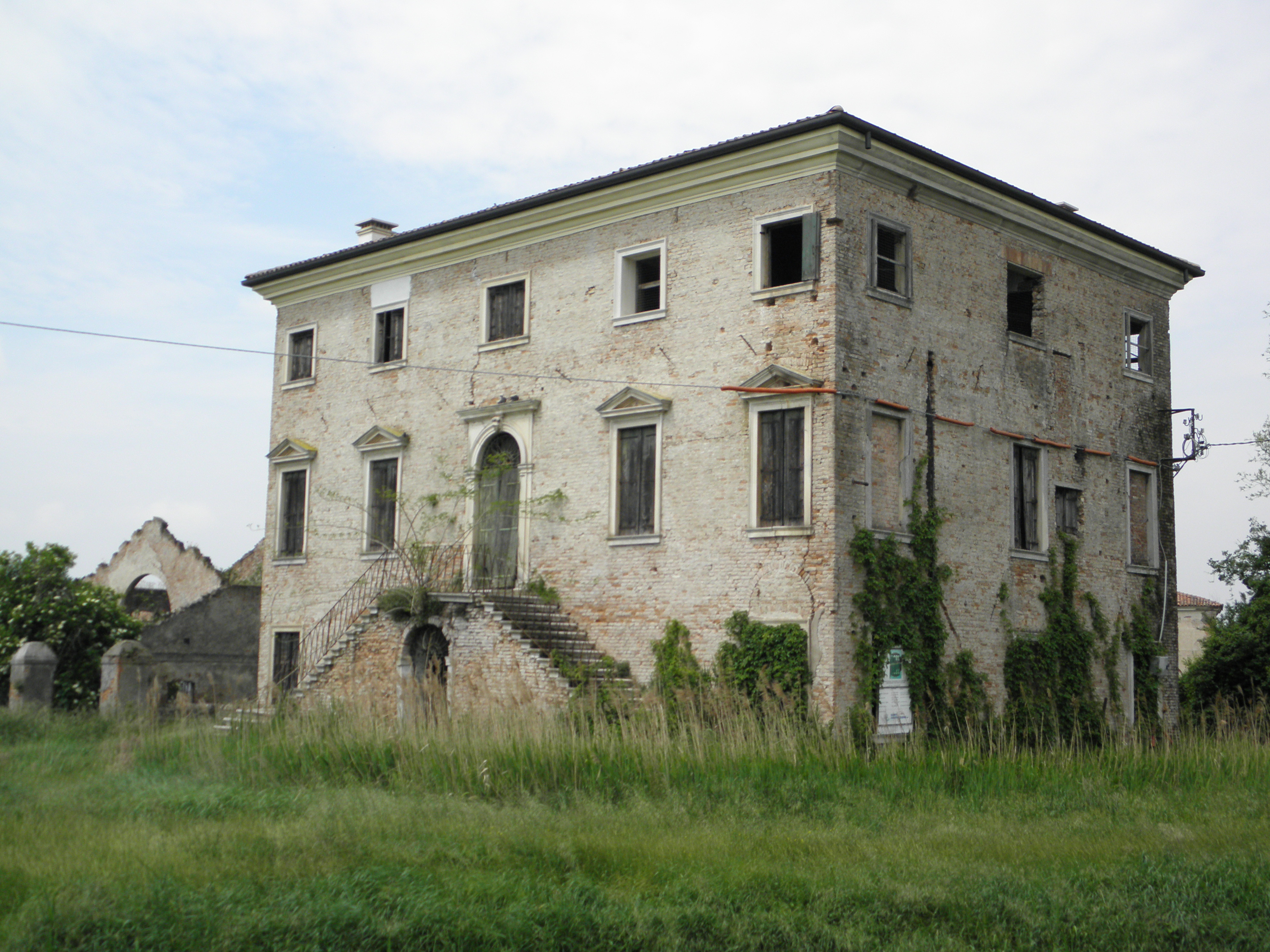
Villa Emo Cavallari
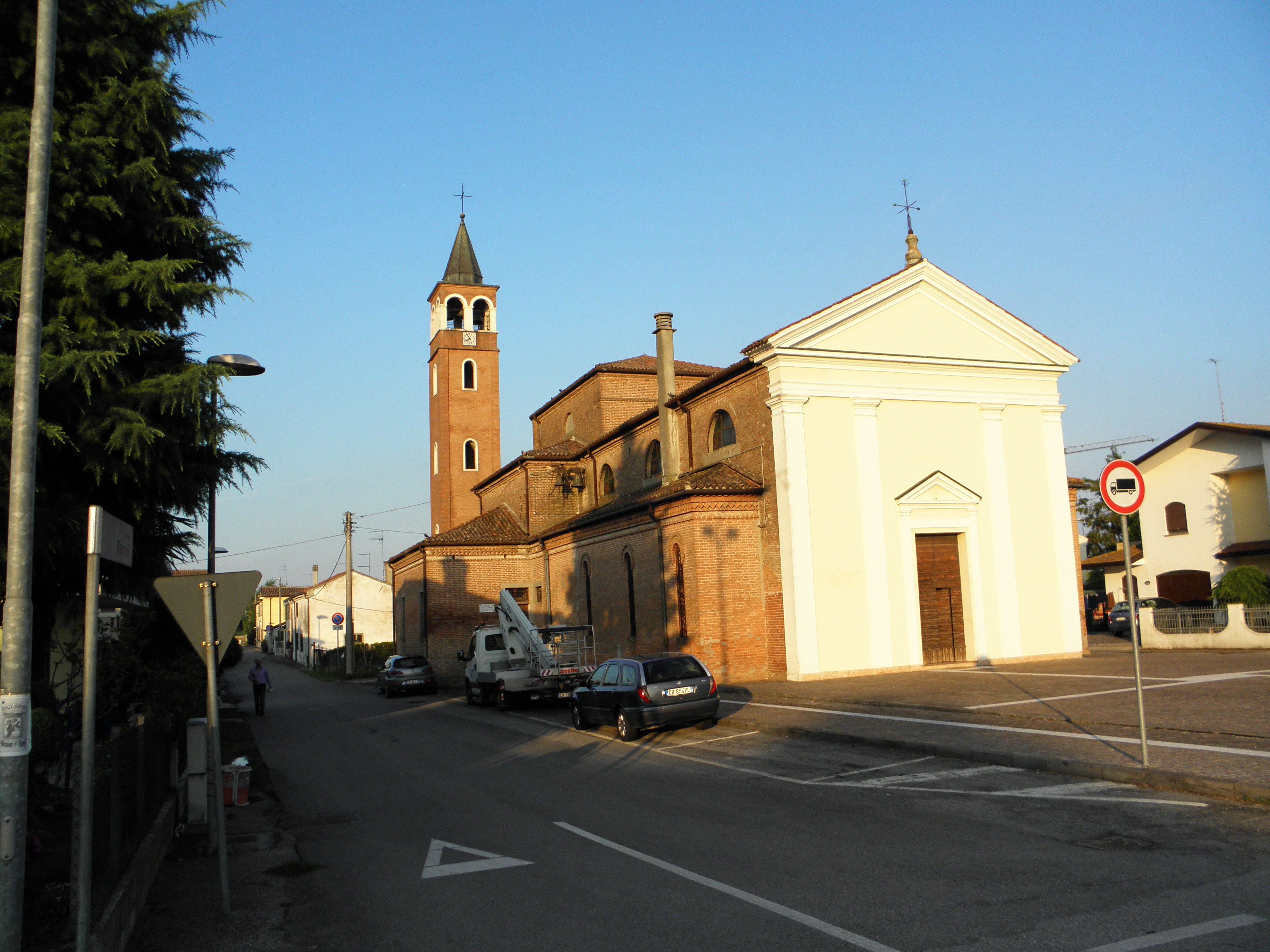
La chiesa parrocchiale della Beata Maria Vergine del Monte Carmelo
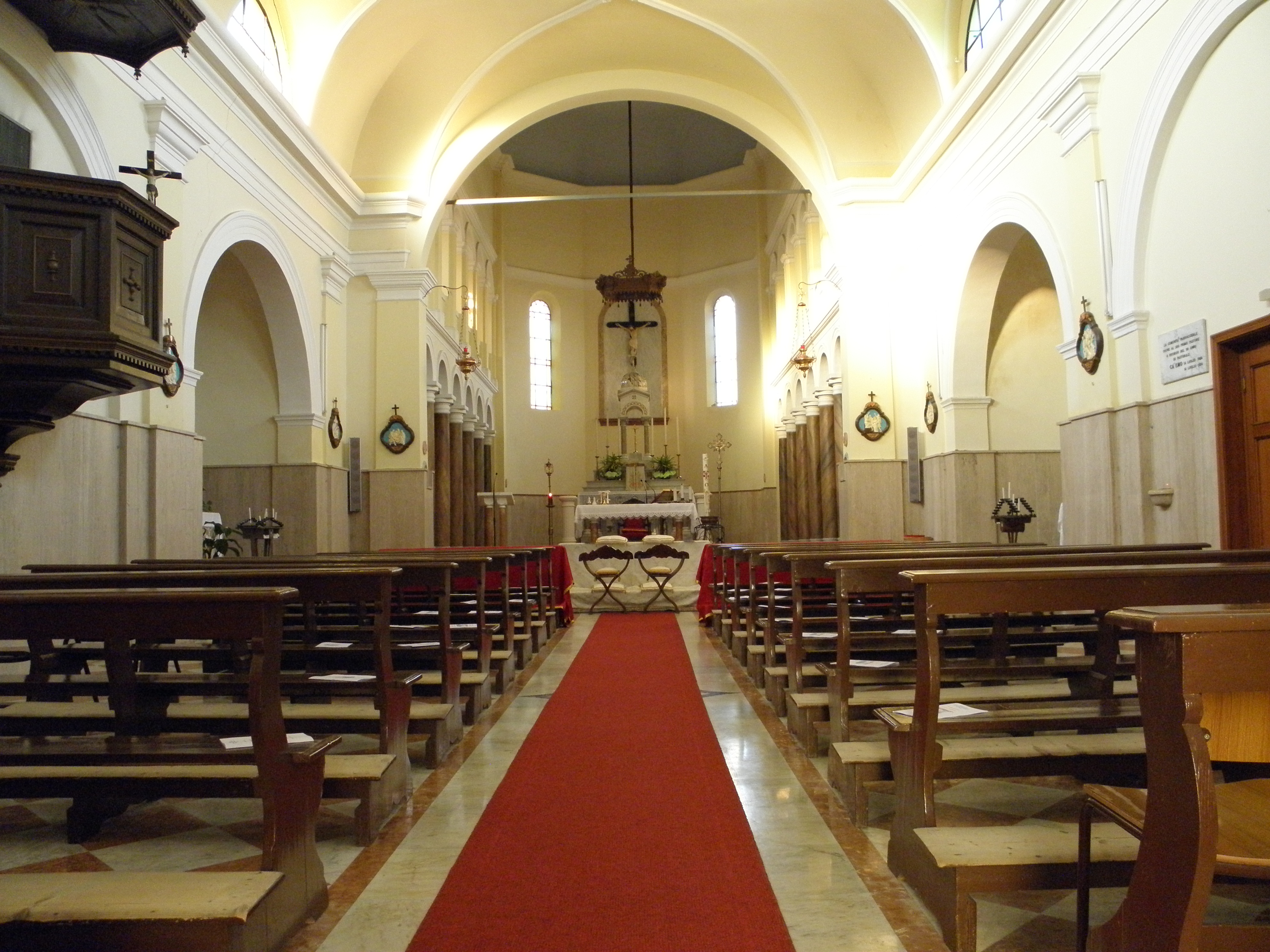
L'interno della parrocchiale